# تاریخ سری مغولان

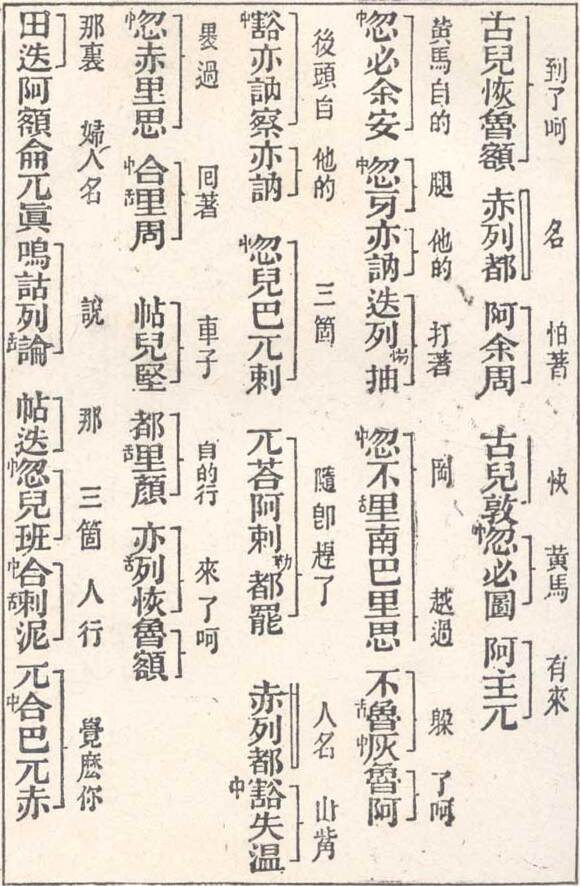
ترجمهٔ چینی تاریخ سری مغولان. نسخهٔ ۱۹۰۸.

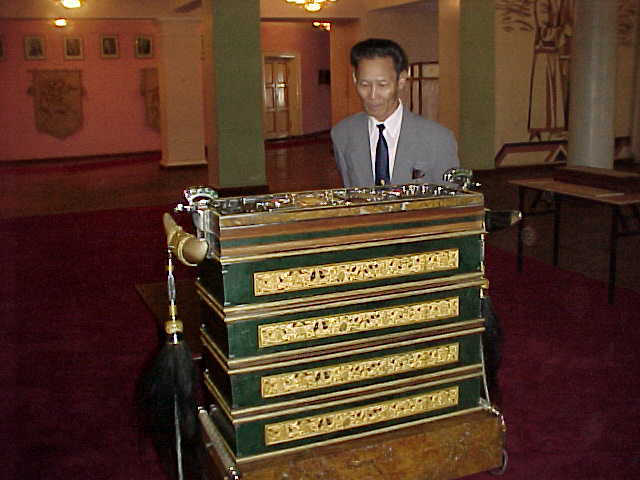
تاریخ سری مغولان در ساختمان دولتی Prof. B. Sumiyabaatar

تاریخ سری مغولان (به مغولی: ) کتابی است نوشته شده به زبان مغولی و نامدار به یوان‌چائویی‌شه، که در ۱۲۴۰ میلادی نوشته شده است. این کتاب، کتابی دربارهٔ مغولان و لشکرکشی‌های آنان در زمان حیات چنگیز خان است.
این کتاب، هم از دیدگاه تاریخی و هم از دید ادبی بسیار مهم است، به‌ویژه که به خوارزمشاهیان، بخش‌های پردامنه‌ای را اختصاص داده است. تاریخ سری مغولان از معدود آثار نوشته شده و بازمانده از مغولان و تنها مدرکی است که نگاه آنان را به رویدادهای تاریخی، بدون موشکافی‌های ملت‌های دیگر از آنان، نشان می‌دهد.
تاریخ سری مغولان مشتمل بر روایاتی منظوم از سرچشمه‌های اسطوره‌ای خاندان تموچین (چنگیزخان)، از هنگامی که نخستین پیشینیان مغولان از دریای تنگریس به سرچشمهٔ رود آنان در مغولستان باختری آمدند، است و به بیان رخدادهای تاریخی آنان تا اواخر حکومت اوگتای، نخستین جانشین چنگیزخان می‌پردازد. گسترهٔ جغرافیایی رخدادهای مورد گفتگو در این اثر شامل برخی سرزمین‌های آسیای مرکزی، مغولستان، چین، افغانستان و پاکستان است.
تاریخ سری مغولان از جهت این‌که نخستین منبع دست اوّل و اساسی در مطالعات مغول‌شناسی است، از اهمیت ویژه‌ای برخوردار است؛ و می‌تواند گوشه‌های بسیاری از چگونگی تکوین و تشکیل حکومت مغول و زندگی تموچین، چنگیز را روشن سازد؛ و به همین دلیل است که بعدها خود منبعی دست اوّل برای تاریخ‌نویسان معتبر این دوره، چون عطاملک جوینی، برای تدوین «تاریخ جهانگشای» و رشیدالدین فضل‌الله همدانی، برای تدوین «جامع‌التواریخ» گردید.

## نگارش کتاب
هم‌قطاران پیر و پیروان وفادار و امیران لشکر چنگیزخان شب‌های زیادی را به دور آتش‌های بزرگ اردوگاه یا در چادرهای سپید جمع می‌شدند و از وقایع گذشته، خاطراتی را که رویدادهای تاریخی زمان خود بودند بازگو می‌کردند. این نوشته‌ها که با دست‌خط‌های زیبا تهیه شده بودند، پس از مدتی جمع‌آوری شده و کتاب تاریخ سری مغولان را تشکیل دادند.
بخشی از این سند به صورت داستان‌های حماسی و بخشی دیگر شکل اولیهٔ تاریخ مغول را نشان می‌دهد.
این کتاب با مراقبت بسیار در محل خاص اسناد تاریخی و دولتی نگهداری می‌شد و فقط در دسترس اعضاء خانوادهٔ امپراتوری بود.

## کتاب در دست چینیان
امپراتوری چنگیز در قرن چهاردهم میلادی در آستانهٔ فروپاشی قرار گرفت. گروه‌های ملی‌گرا در چین آخرین بازماندگان قدرتمند مغول را در سال ۱۳۶۸ میلادی از پکن بیرون راندند و بقایای مغولان را به سخره گرفتند و عمارات و قصرها و جبه‌های باارزش آن‌ها را به آتش کشیدند. اما پادشاهان آتی چینی یعنی مینگ‌ها در حفظ کتاب کوشیدند.
چینی‌ها برای ادارهٔ مغول‌های مزاحمی که هنوز در مرزهای شمالی چین حضور داشتند، نیاز به برگردانانی پیدا کردند که به زبان مغولی چیره باشند. کتاب تاریخ سری برای تربیت چنین افرادی که به زبان مغولی آشنا شوند مورد احتیاج آن‌ها بود.
درنتیجه دانشجویانی که به آموزش این سند تاریخی از دیدگاه یادگیری زبان مغولی که در آن لفظ‌های مغولی به‌طور سمبلیک و هرکدام جدا از دیگری با علامت خاصی مشخص و نشان داده شده بود توانستند این سند را ترجمه و به صورت کتابی عرضه کنند.
دانشجویان مینگ (پادشاه چین) بعد از ترجمهٔ این سند تاریخی در قالب صدا و علامت و برگردانیدن آن به زبان خودشان، کتاب تاریخ سری را به عنوان چیزی بی‌ارزش به دور انداختند.

## ترجمه‌ها

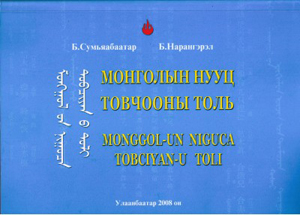
تاریخ سری مغولان

در سال ۱۸۷۷ یک کشیش روسی که به زبان چینی آشنایی داشت، کتاب را در پکن کشف و به روسی برگرداند.
در سال ۱۹۰۸ دانش‌پژوهانی در اروپا، آسیا و آمریکا به برگردان این سند تاریخی دست زدند. به سبب دشوار بودن برگردان لغات اصلی مغولی از روی نویسه‌های چینی، ترجمه‌هایی به زبان‌های مختلف به وجود آمد، ولی هیچ‌یک قابل اعتماد و رضایت‌بخش نبود.
در سال ۱۹۶۹ میلادی ایگور در اچلو تلیز استاد تاریخ خاورزمین در دانشگاه ملی استرالیا با کمک رایانه و برگردان ۳۸۰۰۰ واژهٔ مغولی به انگلیسی، این کتاب را به‌طور دقیق برگردان نمود.
تاریخ سری مغولان توسط شیرین بیانی، از زبان فرانسه به فارسی نیز ترجمه شده است.